# Saturnia reducta
Saturnia reducta är en fjärilsart som beskrevs av Schultz. 1909. Saturnia reducta ingår i släktet Saturnia och familjen påfågelsspinnare. Inga underarter finns listade.